# Pinilla de Jadraque
Pinilla de Jadraque ist ein zentralspanischer Ort und eine Gemeinde (municipio) mit nur noch 54 Einwohnern (Stand: 2024) in der Provinz Guadalajara in der Autonomen Region Kastilien-La Mancha. Die Gemeinde gehört zur dünnbesiedelten Region der Serranía Celtibérica; der Ort gilt als mögliche Station auf dem Camino del Cid.

## Lage und Klima
Der ca. 855 m hoch gelegene Ort Pinilla de Jadraque liegt in einer Schleife des Río Cañamares im Norden der Alcarria, einer Landschaft im Norden des Südteils der Iberischen Hochebene (meseta). Guadalajara, die Provinzhauptstadt ist ca. 60 km (Fahrtstrecke) in südwestlicher Richtung entfernt; der sehenswerte Ort Jadraque liegt nur etwa 13 km südlich. Das Klima im Winter ist gemäßigt, im Sommer dagegen warm bis heiß; die eher geringen Niederschlagsmengen (ca. 440 mm/Jahr) fallen – mit Ausnahme der nahezu regenlosen Sommermonate – verteilt übers ganze Jahr.

## Bevölkerungsentwicklung
| Jahr      | 1857 | 1900 | 1950 | 2000 | 2019 |
| Einwohner | 234  | 212  | 218  | 88   | 50   |

Infolge der Mechanisierung der Landwirtschaft, der Aufgabe bäuerlicher Kleinbetriebe und des daraus resultierenden Verlusts von Arbeitsplätzen ist die Einwohnerzahl der Gemeinde seit der Mitte des 20. Jahrhunderts deutlich zurückgegangen (Landflucht).

## Wirtschaft
Die Menschen früherer Jahrhunderte lebten hauptsächlich als Selbstversorger vom Ackerbau und von der Viehwirtschaft, deren haltbare Produkte (Käse, Wurst, Tierhäute und Wolle) bei fahrenden Händlern getauscht oder verkauft werden konnten.

## Geschichte
Kelten, Römer, Westgoten und selbst die Mauren hinterließen keine verwertbaren Spuren auf dem Gemeindegebiet. In der zweiten Hälfte des 11. Jahrhunderts wurden letztere durch die Armee König Alfons VI. von León wieder aus der Region vertrieben (reconquista); anschließend begann die Phase der Neu- oder Wiederbesiedlung (repoblación) durch Christen aus vielen Teilen der Iberischen Halbinsel. Eine schriftliche Erwähnung des Ortsnamens aus dem Frühmittelalter ist nicht bekannt und so geht man von einer Entstehung des Ortes im 11. oder 12. Jahrhundert aus.

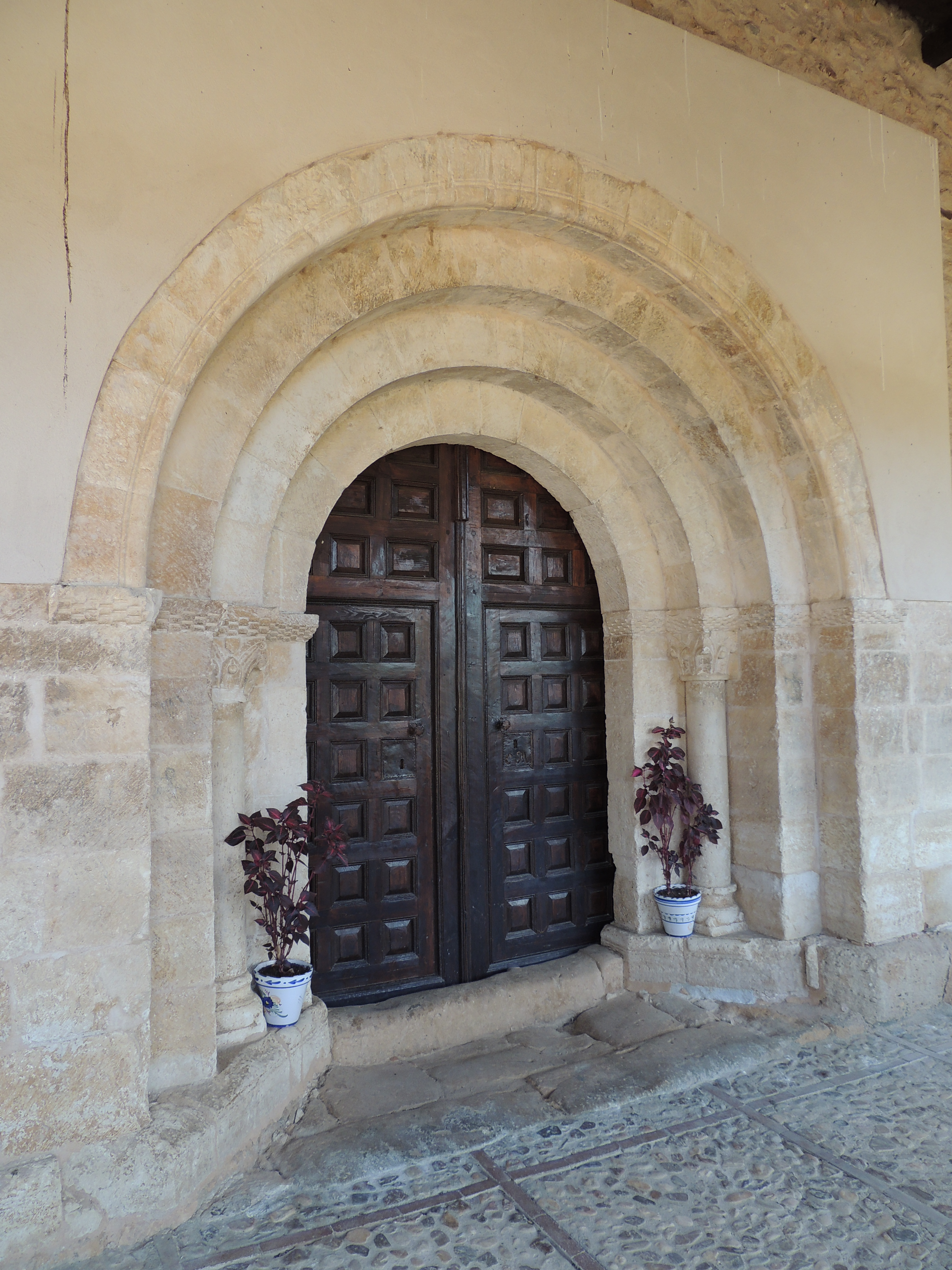
Kirchenportal

## Sehenswürdigkeiten
- Die eindrucksvolle Iglesia de la Anunciación entstand im ausgehenden 12. und beginnenden 13. Jahrhundert; der vierbogige Glockengiebel (espadaña) ruht auf der ansonsten schmucklosen Westwand der Kirche. Diese ist im Westen und Süden umgebende Portikus (galería porticada) besteht aus Doppelsäulen mit zumeist vegetabilisch dekorierten Kapitellen. Die verputzte Portalzone tritt um ca. 50 cm aus der Flucht des Mauerwerks heraus – so konnte ein Stufenportal mit vier Archivolten entstehen. Das Kirchenschiff (nave) ist gratgewölbt; die Apsis ist schmucklos.[5]

Umgebung
- Von einem etwa 2 km nördlich des Ortes gelegenen ehemaligen Zisterzienserinnen-Kloster sind nur noch wenige Reste zu sehen.[6][7]